# David Mendenhall
David Mendenhall (* 13. Juni 1971 in Oceanside, Kalifornien) ist ein US-amerikanischer Schauspieler und Synchronsprecher.

## Leben
David Mendenhall ist der Sohn des Schauspielers und Filmproduzenten James Mendenhall. Durch ihn kam er früh mit der Schauspielerei in Kontakt.
Zu Beginn seiner Karriere trat Mendenhall in Werbespots (u. a. für Mattel) auf. Am meisten ist er für seine Rolle als Sohn von Sylvester Stallone in dem Film Over the Top bekannt. Daneben spielte er auch in bekannten Fernsehserien wie Taxi oder General Hospital mit. Neben der Schauspielerei arbeitete Mendenhall auch als Synchronsprecher in Zeichentrickfilmen oder -serien, wie zum Beispiel Transformers – Der Kampf um Cybertron, The Transformers, Rainbow Brite and the Star Stealer, Galtar and the Golden Lance und Berenstain Bears.
Mendenhalls Schwester Marissa Mendenhall ist ebenfalls eine ehemalige amerikanische Kinderschauspielerin. Mendenhall hat einen Abschluss in Rechtswissenschaften.
Seit 2007 arbeitet Mendenhall wieder als Schauspieler und hatte Auftritte in den Fernsehserien My Own Worst Enemy und Law & Order: Special Victims Unit.

## Auszeichnungen
- 1984: Soap Opera Digest Award in der Kategorie Outstanding Youth Actor in a Daytime Soap Opera für General Hospital
- 1984: Young Artist Award in der Kategorie Best Young Actor in Daytime Soap für General Hospital
- 1985: Young Artist Award in der Kategorie Best Young Actor in a Daytime or Nighttime Television Series für General Hospital
- 1986: Young Artist Award in der Kategorie Outstanding Young Actor - Animation Voice Over für The Berenstain Bears
- 1987: Young Artist Award in der Kategorie Exceptional Young Actors in Animation - Series, Specials or Feature Film für Rainbow Brite and the Star Stealer
- 1988: Goldene Himbeere in der Kategorie Schlechtester Newcomer für Over the Top
- 1988: Goldene Himbeere in der Kategorie Schlechtester Nebendarsteller für Over the Top

## Filmografie (Auswahl)

### Als Schauspieler
- 1979–1986: General Hospital
- 1980: Hauch des Todes
- 1982–1983: Taxi
- 1983: Weltraumpiraten
- 1985: The Twilight Zone
- 1986: Witchfire
- 1987: Alle nennen mich Bruce
- 1987: Over the Top
- 1988: Unser Haus
- 1988: Im Urwald ist die Hölle los
- 1989: Das Geheimnis des Mondtals
- 1990: Straßen des Schreckens
- 2007: Law & Order: Special Victims Unit
- 2008: My Own Worst Enemy

### Als Synchronsprecher
- 1985: Rainbow Brite and the Star Stealer
- 1985: Galtar and the Golden Lance
- 1986: Transformers – Der Kampf um Cybertron
- 1986: The Transformers (Staffel 3 und 4)